# Noyau paraventriculaire de l'hypothalamus

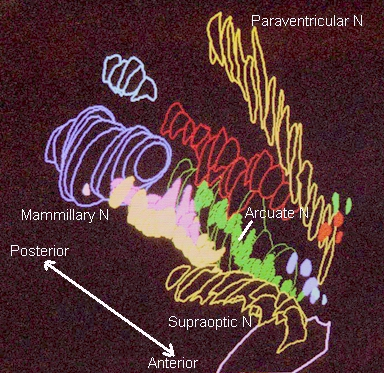
Vue tridimensionnelle de l'hypothalamus (en rouge).

Le noyau paraventriculaire (PVN) est un noyau neuronal situé dans le diencéphale. C'est l'un des onze noyaux principaux de l'hypothalamus, qui en compte plus de quarante. Il contient plusieurs sous-populations de neurones, qui sont activés par une variété de stimuli. Il est composé de deux types de neurones, les neurones magnocellulaires et les neurones parvocellulaires, qui sont neuroendocriniens. Il intervient comme intégrateur de fonctions homéostatiques du système nerveux autonome régulant les comportements alimentaires et sexuels et différents rythmes biologiques.

## Vue d'ensemble
Le noyau paraventriculaire (PVN) de l’hypothalamus représente un microcosme à l’intérieur de l’hypothalamus, dans le sens où plusieurs sous-noyaux sont connectés aux trois systèmes effecteurs : le système endocrine (groupes magnocellulaires), le système autonome et le système comportemental (groupes parvocellulaires). Il joue un rôle essentiel dans le contrôle du stress, du métabolisme, de la croissance, de la reproduction, de l'immunité et d'autres fonctions autonomes (gastro-intestinales, rénales et cardiovasculaires).

### Localisation
Le PVN est situé dans la zone périventriculaire, contigu au troisième ventricule, traversant dans l’axe rostro-caudal la région antérieure jusqu’à la partie tubéreuse (ou pars tuberalis) de l’hypothalamus. Il ne doit pas être confondu avec le noyau périventriculaire, qui occupe une position plus médiale, sous le troisième ventricule. Le PVN est fortement vascularisé et protégé par la barrière hémato-encéphalique, bien que ses cellules neuroendocrines s'étendent à des sites (dans l'éminence médiane et dans l'hypophyse postérieure) situés au-delà de la barrière hémato-encéphalique.

### Afférences
Le noyau paraventriculaire constitue un centre intégrateur important. Il est notamment le lieu de convergence des projections de neurones provenant des zones cérébrales suivantes :
- locus cœruleus ;
- septum médial / diagonale de Broca ;
- noyau préoptique médian ;
- noyau arqué : Le neuropeptide Y apporté par les neurones provenant du noyau arqué coordonne la régulation métabolique (via la sécrétion de TRH) avec régulation de l'apport énergétique ;
- noyau suprachiasmatique : informations sur le niveau de luminosité (rythme circadien) ;
- pont (noyau parabrachial latéral) ;
- médullaire (noyau du tractus solitaire, noyau moteur dorsal du nerf vague, et de la moelle ventrolatérale). Les fibres afférentes du nerf vague abdominal se projettent sur le tronc cérébral notamment au niveau du noyau sensitif du tractus solitaire qui, à son tour, émet des projections sur le noyau paraventriculaire. Le stress amorce l’activation de l’axe corticotrope, l’information est transmise directement vers le noyau paraventriculaire hypothalamique (PVN) via des afférences viscérales excitatrices provenant des structures du tronc cérébral et des organes circumventriculaires.

### Projections
- Les neurones des noyaux paraventriculaires (et supraoptiques) projettent leurs axones dans le lobe postérieur de l’hypophyse. Ceux-ci y déversent deux neurohormones : l’ocytocine et la vasopressine.

- Il existe des projections directes du PVN sur les centres sympathiques et parasympathiques médullaires, ainsi que sur les corps cellulaires des motoneurones du nerf pudendal

## Types de neurones
Le noyau paraventriculaire est, avec le noyau supraoptique, la principale source des hormones neurohypophysaires, l'ocytocine, qui agit principalement sur les muscles lisses de l'utérus et des glandes mammaires et la vasopressine, qui a principalement un rôle anti-diurétique au niveau du rein, où elle provoque une réabsorption d'eau via une action sur le segment distal du néphron lors d'une déshydratation corporelle.

### Neurones magnocellulaires
Les neurones (magnocellulaires) synthétisent l'ocytocine et la vasopressine qui sont critiques pour l'homéostasie cardiovasculaire et des fluides corporels (vasopressine), la parturition (ocytocine) et la lactation (ocytocine). Ces neurones envoient des projections au contact des capillaires du plexus porte primaire et secrètent les neurohormones et envoient aussi des projections au centres du système nerveux autonome, aux centres de la formation réticulée et au tronc cérébral.

### Neurones parvocellulaires
Certains neurones parvocellulaires sont également neurosécrétoires, et fournissent l'innervation principale de la couche externe de l'éminence médiane. Des facteurs contrôlant la sécrétion d'hormones adénohypophysaires y sont libérés et transportés vers l'adénohypophyse dans le système porte hypothalamo-hypophysaire. L'éminence médiane contient des terminaisons fibreuses de nombreux neurones neuroendocriniens hypothalamiques, sécrétant différents neurotransmetteurs ou neuropeptides, dont la vasopressine, la corticolibérine (CRH), l’hormone thyréotrope (TRH), l'hormone de libération des gonadotrophines hypophysaires (GnRH), l'hormone de libération de l'hormone de croissance (GHRH), la dopamine (DA) et la somatostatine (GIH) dans les vaisseaux sanguins du système porte hypophysaire. Les vaisseaux sanguins transportent les peptides vers l’hypophyse antérieure, où ils régulent la sécrétion d'hormones dans la circulation systémique. Les principales hormones synthétisées par les cellules neurosécrétrices parvocellulaires sont :
- la corticolibérine qui régule la sécrétion d'ACTH par l'hypophyse antérieure ;
- la vasopressine, qui régule également la sécrétion d'ACTH (la vasopressine et la corticolibérine agissent en synergie pour stimuler la sécrétion d'ACTH) ;
- l’hormone thyréotrope, qui régule la sécrétion de TSH et de prolactine.

### Neurones à projection centrale
Un troisième groupe de neurones projette hors de l'hypothalamus, dans une large mesure vers des noyaux préautonomiques et des noyaux apparentés du tronc cérébral, ainsi que vers la moelle épinière.